# سانتياغو جينتيليتي
سانتياغو جينتيليتي (بالإسبانية: Santiago Gentiletti)‏ (9 يناير 1985 الأرجنتين - ) هو لاعب كرة قدم أرجنتيني، يلعب كمدافع.

## وصلات خارجية
- سانتياغو جينتيليتي على موقع إي إس بي إن إف سي (الإنجليزية)
- سانتياغو جينتيليتي على موقع قاعدة بيانات كرة القدم.إي يو (الإنجليزية)
- سانتياغو جينتيليتي على موقع Soccerway.com (الإنجليزية)
- سانتياغو جينتيليتي على موقع عالم كرة القدم.نت (الإنجليزية)
- سانتياغو جينتيليتي على موقع AS.com (الإسبانية)